# Eois semirubra
Eois semirubra là một loài bướm đêm trong họ Geometridae.